# Bauhinia comosa
Bauhinia comosa är en ärtväxtart som beskrevs av William Grant Craib. Bauhinia comosa ingår i släktet Bauhinia och familjen ärtväxter. Inga underarter finns listade i Catalogue of Life.